# Drahý Hongnangu
Drahý Hongnangu (korejsky 탄금, Tchankŭm) je jedenáctidílné jihokorejské historické drama produkované Studiem Dragon pro streamovací službu Netflix, na níž bylo uvedeno v květnu 2025. V hlavních rolích se představili I Če-uk, Čo Po-a a Čong Ka-ram. Jde o adaptaci románu Tchankŭm: Kŭmŭl samkhida autorky Čang Da-hje, scénář napsala Kim Čin-a a režisérem byl Kim Hong-son.

## Synopse
Během dynastie Čoson se do sídla cechu Min vrátí dědic Hongnang (I Če-uk), který zmizel jako dítě před dvanácti lety a na své dětství nemá žádné vzpomínky. Jeho polorodá sestra Če-i (Čo Po-a) nikdy nepřestala věřit v jeho nalezení, když jej ale poprvé spatří, tvrzení o jeho identitě nevěří. Jejich zpočátku chladný vztah přeroste ve vřelý a nakonec toužebný. Na pozadí vnitřního boje o moc nad cechem dvojice a jejich adoptovaný bratr Mu-džin (Čong Ka-ram), který byl do Hongnangova návratu připravován na převzetí cechu, rozplétají záhadu chlapců unášených nadpřirozeně působícím „sněžným mužem.“

## Obsazení
- I Če-uk jako Sim Hongnang, navrátivší syn a dědic cechu Min
- Čo Po-a jako Sim Če-i, polorodá sestra Hongnanga
- Čong Ka-ram jako Sim Mu-džin, adoptovaný syn, určený nástupce cechmistra
- Pak Pjong-un jako Sim Jol-kuk, cechmistr, otec Hongnanga a Sim-Čei
- Om Či-won jako Min Jon-ui, dcera předchozího cechmistra a matka Hongnanga
- Kim Če-uk jako princ Han-pchjong, patron Sim Jol-kuka
- Pak Či-a jako paní Kükokdža, vlivná šamanka
- Kim Ba-da jako malíř Tu-rjong
- Kim Min-ki jako In-hö, němý pobočník Hongnanga
- I Ka-rjong jako Kkočch-nim, konspirátorka